# Syntemna morosa
Syntemna morosa är en tvåvingeart som beskrevs av Johannes Winnertz 1863. Syntemna morosa ingår i släktet Syntemna och familjen svampmyggor. Enligt den finländska rödlistan är arten nära hotad i Finland. Arten är reproducerande i Sverige. Artens livsmiljö är naturmoskogar. Inga underarter finns listade i Catalogue of Life.